# Tourville-la-Campagne
Tourville-la-Campagne – miejscowość i gmina we Francji, w regionie Normandia, w departamencie Eure.
Według danych na rok 1990 gminę zamieszkiwało 730 osób, a gęstość zaludnienia wynosiła 88 osób/km² (wśród 1421 gmin Górnej Normandii Tourville-la-Campagne plasuje się na 328. miejscu pod względem liczby ludności, natomiast pod względem powierzchni na miejscu 444.).